# タケノコカワニナ
タケノコカワニナ（筍川蜷）、学名 Stenomelania rufescens は、吸腔目トウガタカワニナ科（トゲカワニナ科とも）に分類される巻貝の一種。南日本の汽水域に生息する塔形の巻貝である。地方名としてゼンベミナ（鹿児島）などがある。

## 特徴
成貝は殻長60mm・殻径23mmに達する。体層は丸みを帯びるが、貝殻全体は膨らみがなく円錐形に近い。和名は直線的な貝殻がまっすぐ伸びるタケノコに似ていることに由来する。ただし大型個体では殻頂が浸食され欠けているものが多い。貝殻表面はほぼ平滑で鈍い光沢があり、色は一様な黒褐色・濃藍色・黄褐色などである。
和名通りカワニナに似ているが、より大型になること、細長く直線的な形をしていること、殻頂がかなり大きく欠けることなどで区別がつく。

### 生態
本州南部・四国・九州に分布する南日本の固有種である。トウガタカワニナ科としては九州以北で見られる唯一の種だが、九州南端では本種を含む3種が知られる。南西諸島・小笠原諸島では本種こそ分布しないが、同じ科の種が多数分布している。
河口などの汽水域に生息し、水底の転石や土の上を這う。汽水域の中でも塩分濃度が比較的低く、泥が積もるほど流れが緩やかな区域を好む。純淡水域に入ることはまずないので、この点でもカワニナと区別できる。河口付近に堰などの段差がなく、広い汽水域を抱える川ではしばしば多産する。その一方、小さな川の河口で、せいぜい数mの区間だけに点々とみられる例もある。
カワニナ科の貝類は卵胎生だが、本種を含むトウガタカワニナ科は卵生である。卵から孵化した幼生はしばらく海中でプランクトン生活を送り、稚貝となって汽水域に定着する。川を大きく遡るわけではないが、いわゆる通し回遊を行うため、人為的な放流に頼らず他の河川に分布を広げることも可能である。

## レッドリスト掲載状況
- 絶滅危惧II類 (VU)（環境省レッドリスト）

- - 県別レッドリスト

絶滅 - 愛知県[1]
絶滅危惧I類 - 静岡県・大分県・福岡県・宮崎県[2]・熊本県
絶滅危惧II類 - 三重県・愛媛県
準絶滅危惧 - 鹿児島県

河口堰設置などの河川改修や環境汚染で生息地が減少している。水系によって個体数の差が大きく、その地域の多産地に開発の手が伸びると地域個体群が一気に危機に陥ることもある。環境省が作成した貝類レッドリストでは、2007年版から絶滅危惧II類（VU）として掲載されている。